# J. League Division 2 2010
La J. League Division 2 2010 fue la duodécima temporada de la J. League Division 2. Contó con la participación de diecinueve equipos. El torneo comenzó el 6 de marzo y terminó el 4 de diciembre de 2010.
Los nuevos participantes fueron, por un lado, los equipos descendidos de la J. League Division 1: Kashiwa Reysol, que había ascendido en la temporada 2006, Oita Trinita, cuya última oportunidad en la segunda división había sido en 2002, y JEF United Chiba, que hizo su debut en el torneo. Por otro lado, el que ascendió de la Japan Football League: New Wave Kitakyushu, quien pasaría a competir oficialmente bajo la denominación de Giravanz Kitakyushu y que también tuvo su primera participación en este certamen.
El campeón fue Kashiwa Reysol, por lo que ascendió a Primera División. Por otra parte, Ventforet Kofu, subcampeón, y Avispa Fukuoka, tercero, también ganaron su derecho a disputar la J. League Division 1.

## Ascensos y descensos
| Descendidos de la J. League Division 2 2009 |
| ------------------------------------------- |
| No hubo                                     |

| Torneo | Ascendidos a la J. League Division 2 2010 |
| ------ | ----------------------------------------- |
| JFL    | New Wave Kitakyushu                       |

| Pos | Ascendidos a la J. League Division 1 2010 |
| --- | ----------------------------------------- |
| 1.º | Vegalta Sendai                            |
| 2.º | Cerezo Osaka                              |
| 3.º | Shonan Bellmare                           |

| Pos  | Descendidos de la J. League Division 1 2009 |
| ---- | ------------------------------------------- |
| 16.º | Kashiwa Reysol                              |
| 17.º | Oita Trinita                                |
| 18.º | JEF United Chiba                            |

- De esta manera, el número de participantes aumentó a 19.

## Reglamento de juego
El torneo se disputó en un formato de todos contra todos a ida y vuelta, de manera tal que cada equipo debió jugar un partido de local y uno de visitante contra sus otros dieciocho contrincantes y quedar libre en dos fechas. Una victoria se puntuaba con tres unidades, mientras que el empate valía un punto y la derrota, ninguno.
Para desempatar se utilizaron los siguientes criterios:
1. Puntos
2. Diferencia de goles
3. Goles anotados
4. Resultados entre los equipos en cuestión
5. Desempate o sorteo

Los tres equipos con más puntos al final del campeonato ascenderían a la J. League Division 1 2011.

## Tabla de posiciones
| Pos. | Equipo              | Pts. | PJ | G  | E  | P  | GF | GC | Dif. | Ascenso                               |
| ---- | ------------------- | ---- | -- | -- | -- | -- | -- | -- | ---- | ------------------------------------- |
| 1    | Kashiwa Reysol (C)  | 80   | 36 | 23 | 11 | 2  | 71 | 24 | +47  | Ascendido a J. League Division 1 2011 |
| 2    | Ventforet Kofu      | 70   | 36 | 19 | 13 | 4  | 71 | 40 | +31  | Ascendido a J. League Division 1 2011 |
| 3    | Avispa Fukuoka      | 69   | 36 | 21 | 6  | 9  | 63 | 34 | +29  | Ascendido a J. League Division 1 2011 |
| 4    | JEF United Chiba    | 61   | 36 | 18 | 7  | 11 | 58 | 37 | +21  |                                       |
| 5    | Tokyo Verdy         | 58   | 36 | 17 | 7  | 12 | 47 | 34 | +13  |                                       |
| 6    | Yokohama F.C.       | 54   | 36 | 16 | 6  | 14 | 54 | 47 | +7   |                                       |
| 7    | Roasso Kumamoto     | 54   | 36 | 14 | 12 | 10 | 39 | 43 | −4   |                                       |
| 8    | Tokushima Vortis    | 51   | 36 | 15 | 6  | 15 | 51 | 47 | +4   |                                       |
| 9    | Sagan Tosu          | 51   | 36 | 13 | 12 | 11 | 42 | 41 | +1   |                                       |
| 10   | Tochigi S.C.        | 50   | 36 | 14 | 8  | 14 | 46 | 42 | +4   |                                       |
| 11   | Ehime F.C.          | 48   | 36 | 12 | 12 | 12 | 34 | 34 | 0    |                                       |
| 12   | Thespa Kusatsu      | 48   | 36 | 14 | 6  | 16 | 36 | 48 | −12  |                                       |
| 13   | Consadole Sapporo   | 46   | 36 | 11 | 13 | 12 | 37 | 38 | −1   |                                       |
| 14   | F.C. Gifu           | 45   | 36 | 13 | 6  | 17 | 32 | 45 | −13  |                                       |
| 15   | Oita Trinita        | 41   | 36 | 10 | 11 | 15 | 39 | 49 | −10  |                                       |
| 16   | Mito HollyHock      | 38   | 36 | 8  | 14 | 14 | 29 | 45 | −16  |                                       |
| 17   | Fagiano Okayama     | 32   | 36 | 8  | 8  | 20 | 27 | 51 | −24  |                                       |
| 18   | Kataller Toyama     | 28   | 36 | 8  | 4  | 24 | 39 | 71 | −32  |                                       |
| 19   | Giravanz Kitakyushu | 15   | 36 | 1  | 12 | 23 | 20 | 65 | −45  |                                       |

 Fuente: J. League Data Site: 2010 J.LEAGUE Division 2 League table
Criterios de clasificación: 1) puntos; 2) diferencia de goles; 3) número de goles marcados; 4) resultados entre los equipos en cuestión.

## Campeón
|                                    |
|                                    |
| Campeón Kashiwa Reysol 1.er título |